# Cantó d'Ieras Est
El cantó d'Ieras Est és un cantó francès del departament de la Var, situat al districte de Toló. Compta amb part del municipi de Ieras i fou creat com a cantó el 1998, quan l'antic cantó de Ieras fou dividit en dos.

## Municipis
- Ieras (part est)

## Història
| Data d'elecció                           | Identitat            | Partit                     | Qualitat |
| ---------------------------------------- | -------------------- | -------------------------- | -------- |
| 1967-1973                                | Georges Caton        | PCF                        |          |
| 1973-1979                                | Angèle Sorba         | Divers droite, després UDF |          |
| 1979-1985                                | Jean-François Barrau | PS                         |          |
| 1985-1995                                | Joseph Sercia        | UDF                        |          |
| 1998-2004                                | Gilbert Werkle       | RPR                        |          |
| 2004-                                    | Francis Roux         | UMP                        |          |
| les dades anteriors no són pas conegudes |                      |                            |          |
|                                          |                      |                            |          |

| 1962 | 1968 | 1975 | 1982 | 1990   | 1999   | 2006   |
| ---- | ---- | ---- | ---- | ------ | ------ | ------ |
| -    | -    | -    | -    | 22.908 | 26.424 | 29.559 |